# اثر زیمان

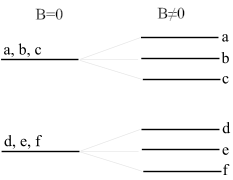
سطوح انرژی در حضور میدان مغناطیسی به چند سطح شکافته می‌شوند.

شکافتگی لایهٔ 5s اتم روبیدیم ۸۷.

اثر زیمان در فیزیک به شکافتگی خطوط طیفی اتم‌ها در حضور میدان مغناطیسی گفته می‌شود. این پدیده کاربردهای مهمی در تشدید مغناطیسی هسته‌ای (NMR) و تصویرسازی تشدید مغناطیسی (MRI) دارد. اثر زیمان به خاطر فیزیکدان هلندی پیتر زیمان نامگذاری شده است.
در بیشتر اتم‌ها آرایش‌های الکترونی بسیاری هستند که انرژی یکسانی دارند. ولی در حضور یک میدان مغناطیسی این تبهگنی به هم می‌خورد، زیرا الکترون‌هایی که اعداد کوانتومی متفاوت دارند، از میدان مغناطیسی به شکل‌های متفاوتی اثر می‌پذیرند. از این رو، با این که در آغاز اتم‌های بسیاری انرژی یکسان داشتند، حالا انرژی‌های گوناگونی داریم و این باعث می‌شود خطوط طیفی تازه‌ای داشته باشیم که البته بسیار به هم نزدیک هستند.
اثر زیمان ،یعنی قرار نگرفتن اتم های هیدروژن یا هیدروژن گونه( تک الکترونی) در میدان مغناطیسی یکنواخت، که گاهی اثر بی هنجار زیمان نیز نامیده می‌شود و در آن اسپین الکترون نیز به حساب آورده می شود.

### ارائه نظر
کل همیلتون از یک اتم در یک میدان مغناطیسی است.H = H_0 + V_M